# نزهت شمیم
نزهت شمیم (انگلیسی: Nazhat Shameem؛ زادهٔ ۱۹۶۰) قاضی و دیپلمات هندی‌تبار اهل فیجی است که نماینده فیجی در سازمان ملل، با به دست آوردن ۲۹ رای از مجموع ۴۷ رای به ریاست شورای حقوق بشر سازمان ملل رسید. شمیم به دفاع از حقوق بشر و مبارزه با نقض آن از جمله در یمن شهرت دارد. او که زمانی در فیجی دادستان شناخته شده‌ای بود، ریاست دادگاه متهمان کودتا در این کشور را به عهده داشت.